# Radio Electronic Token Block

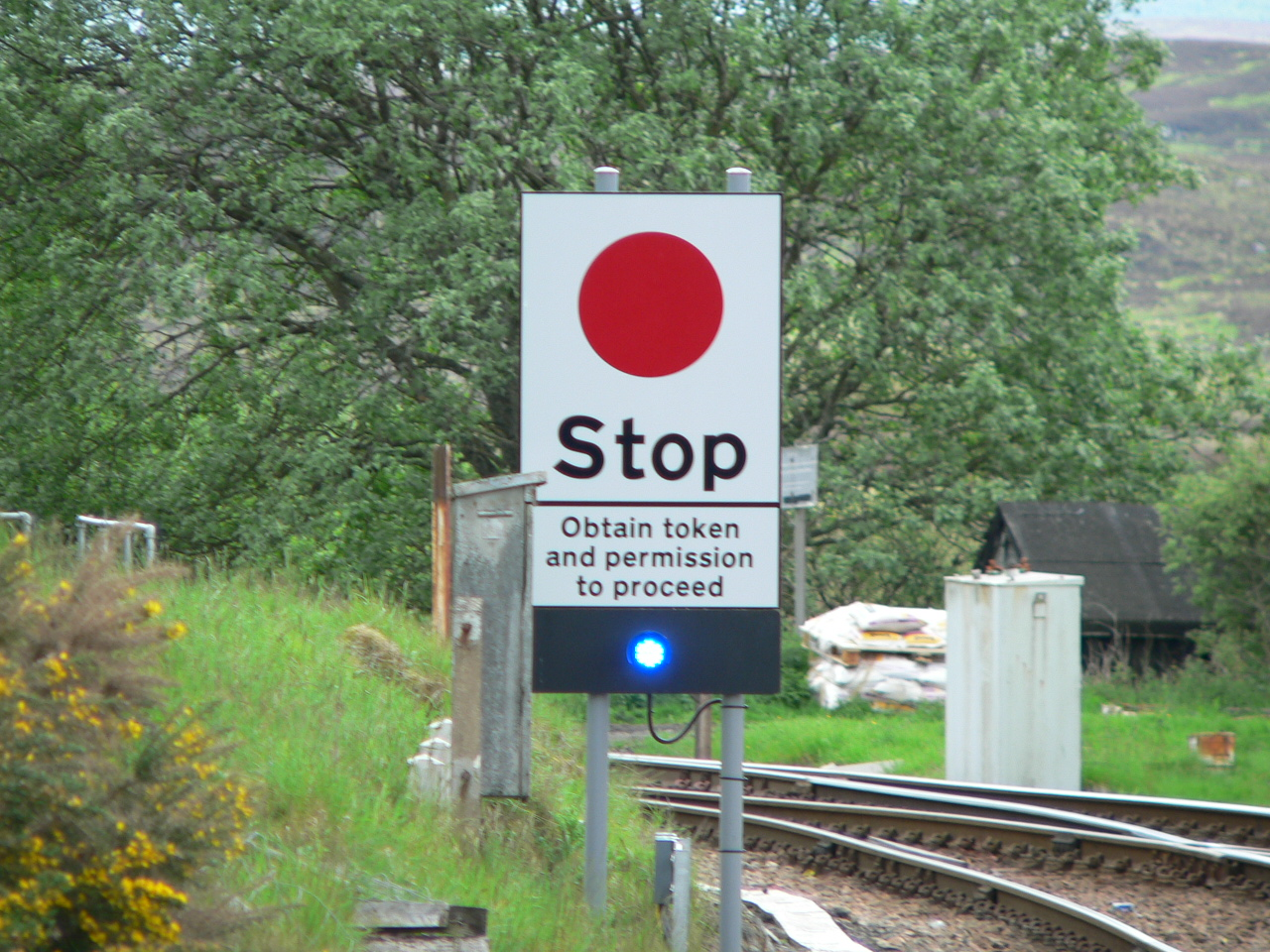
Ein Stoppschild zeigt den Beginn eines RETB-Abschnitts am Bahnhof Rannoch der West Highland Line an. Das blaue Licht unten ist ein TPWS-Statusanzeiger.

Radio Electronic Token Block (Abkürzung: RETB) ist ein Zugsicherungssystem, das auf einigen eingleisigen Stecken in Großbritannien genutzt wird. Dabei handelt es sich um drei Strecken in Schottland, eine in Wales und (bis 2012) eine in England.

## Funktionsweise
RETB funktioniert nach den gleichen logischen Regeln wie die älteren Token-Systeme. Wesentlicher Unterschied ist, dass die Token hier nicht mehr Gegenstände sind, sondern über Funk zwischen RETB-Geräten in der Betriebsleitstelle und auf den Zügen ausgetauscht werden.
Das System bietet folgende Kernfunktionen:
- Ausgabe der Fahrterlaubnis für einen Streckenabschnitt (Blockabschnitt) von der Betriebsleitstelle an den Zug
- Anzeige der Fahrterlaubnis für den Triebfahrzeugführer
- Rückgabe des Fahrterlaubnis-Tokens, nachdem der Zug die erlaubte Fahrt absolviert hat

Technisch ist dabei sichergestellt, dass für jeden Streckenabschnitt nie mehr als ein Token gleichzeitig ausgegeben werden kann. Wie alle Token-Systeme kann jedoch auch RETB unerlaubte Fahrten nicht verhindern. Daher kommt am Anfang der Blockabschnitte heute ergänzend Train Protection and Warning System (TPWS) zum Einsatz.
Bezüglich ETCS wird RETB als Klasse-B-System (Class B-System) geführt.